# Spoorlijn Vienenburg - Goslar
De spoorlijn Vienenburg - Goslar is een in 1866 geopende spoorlijn tussen Vienenburg en Goslar aan de noordrand van de Harz. De lijn is als spoorlijn 1932 onder beheer van DB Netze.

## Geschiedenis

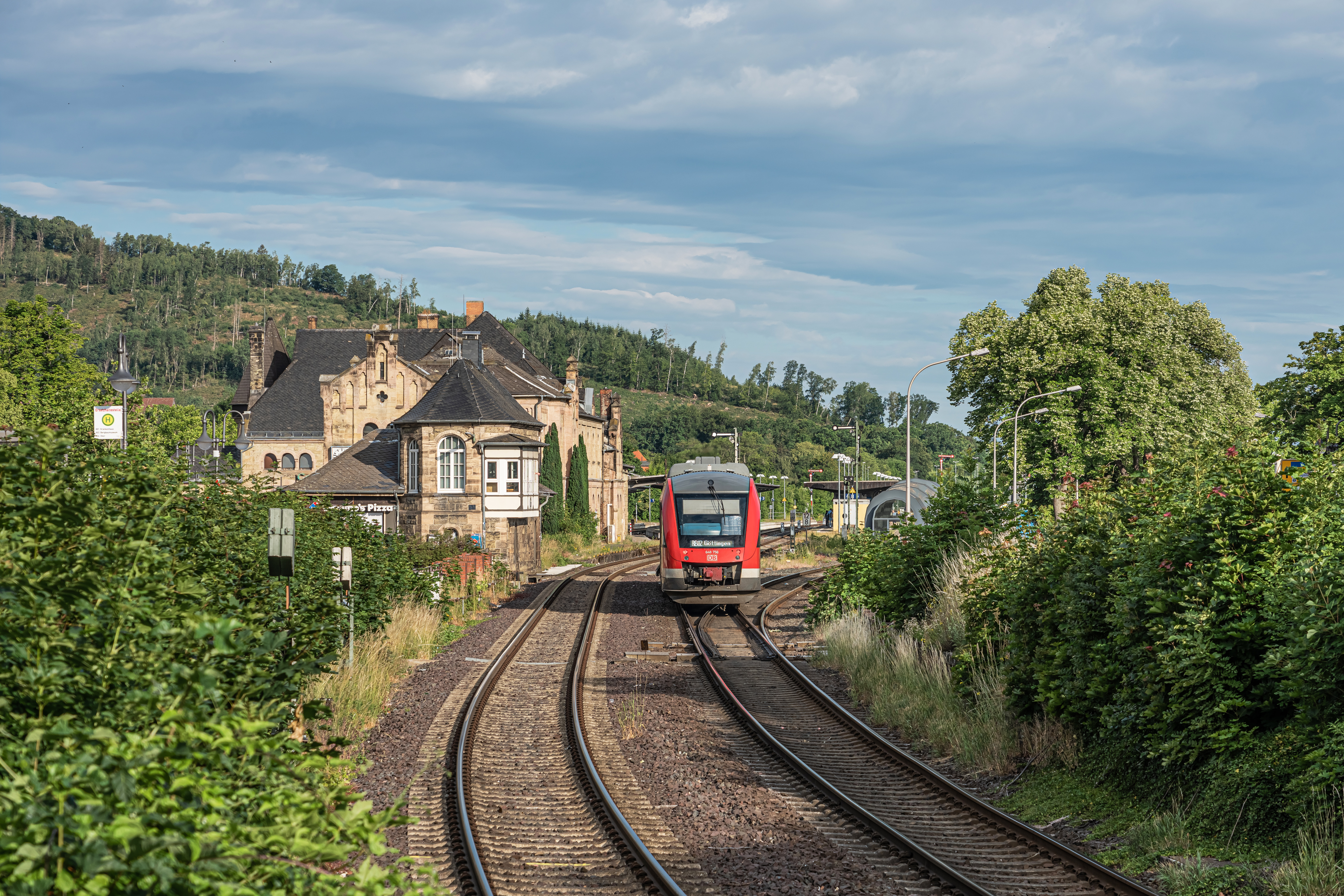
Station Goslar in 2022

De spoorlijn werd door de Königlich Hannöversche Staatseisenbahnen op 23 maart 1866 geopend.
In de jaren '30 nam het interregionaal goederenverkeer over de spoorlijn toe, doordat de enkelsporige spoorlijn Vienenburg - Langelsheim tegen de capaciteit zat.
Doordat het trajectdeel Vienenburg - Oker sterk in betekenis had verloren, doordat grotendeels van het reizigersverkeer tussen Vienenburg en Goslar via Bad Harzburg reed, werd het tweede spoor op dit deel in de jaren '80 opgebroken.
Voor de spoorlijn tussen Vienenburg en Goslar bestonden concrete plannen om de lijn te verbinden met de geplande RegioStadtBahn Braunschweig. Daarvoor zal het aantal treinen op deze lijn verhoogd worden. De geplande lijn zou met dieselhybride trams tot Uelzen rijden en in Braunschweig over tramsporen naar de binnenstad rijden. Het gehele project zou oorspronkelijk tot 2014 gerealiseerd worden. In het jaar 2010 werd het project gestaakt, door de gestegen aanschafkosten was het niet meer economisch haalbaar op het project te starten.
Om die aantrekkelijkheid van de lijn ook zonder tram te verhogen, kwam het Samenwerkingsverband Regio Braunschweig met het plan "Regionalbahnkonzept 2014+". Dit plan voorziet nieuw materieel en een vleugeltreinconcept in station Vienenburg voor de Regionalbahn-lijn Braunschweig - Vienenburg - Bad Harzburg/Goslar.

## Traject
Het 12,8 kilometer lange spoorlijn is tussen Vienenburg en Oker enkelsporig. Het tracé volgt hierna het riviertje de Oker. Het trajectdeel Oker - Goslar is dubbelsporig.

## Exploitatie
De spoorlijn wordt elke twee uur bediend door de Regionalbahn-lijn Goslar - Vienenburg - Braunschweig. De vervoerder DB Regio Nord zet dieseltreinstellen van het type Baureihe 628 in. Bovendien gebruiken enkele treinparen van Transdev Sachsen-Anhalt uit Halberstadt de complete spoorlijn tot Goslar. Op het trajectdeel Goslar - Oker rijden er ook treinen uit Hannover en Kreiensen naar Bad Harzburg.
| Serie  | Treinsoort                                  | Route | Bijzonderheden                                 |
| ------ | ------------------------------------------- | --- | ---------------------------------------------- |
| HBX    | HarzBerlinExpress (Transdev Sachsen-Anhalt) | Berlin Ostbahnhof – Berlin Hbf – Potsdam Hbf – Gethin – Burg (Magdeburg) – Magdeburg Hbf – Oschersleben (Bode) – Halberstadt – [ Wernigerode – Vienenburg – Goslar ] / [ Wegeleben – Quedlinburg – Thale Hbf ] | Enkele treinen in het weekend en op feestdagen |
| HEX 4  | HarzElbeExpress (Transdev Sachsen-Anhalt)   | Halle (Saale) Hbf – Könnern – Sandersleben – Aschersleben – Gatersleben – Halberstadt – Wernigerode – Vienenburg – Goslar                                                                                      | Eenmaal per twee uur                           |
| RE 10  | Regional-Express (Erixx)                    | Hannover Hbf – Hildesheim Hbf – Salzgitter-Ringelheim – Goslar – Bad Harzburg |                                                |
| HEX 21 | HarzElbeExpress (Transdev Sachsen-Anhalt)   | Magdeburg Hbf – Oschersleben – Halberstadt – Wernigerode – Vienenburg – Goslar | Eenmaal per twee uur                           |
| RB 43  | Regionalbahn (Erixx)                        | Braunschweig Hbf – Wolfenbüttel – Vienenburg – Goslar | Gekoppeld aan RB 42 in Vienenburg              |
| RB 82  | Regionalbahn (DB Regio Nord)                | Göttingen – Northeim (Han) – Kreiensen – Seesen – Goslar – Bad Harzburg |                                                |

## Aansluitingen
In de volgende plaatsen was of is er een aansluiting van de volgende spoorlijnen:
Vienenburg
DB 1901, spoorlijn tussen Braunschweig en Bad Harzburg
DB 6344, spoorlijn tussen Halle en Vienenburg
Oker
DB 6425, spoorlijn tussen Heudeber-Danstedt en Oker
Goslar
DB 1773, spoorlijn tussen Hildesheim en Goslar
DB 1930, spoorlijn tussen Neuekrug-Hahausen en Goslar